# Glenea bankoi
Glenea bankoi é uma espécie de escaravelho da família Cerambycidae. Foi descrita por Garreau em 2011.